# Magyar hangtan

## A magyar nyelvről általában
A magyar nyelv a jelenlegi hivatalos tudományos álláspont szerint az uráli nyelvcsalád finnugor ágának ugor csoportjába tartozik, a manysival és a hantival együtt.
Rövid jellemzés:
Agglutináló nyelv, magánhangzó-harmónia, SOV-tendencia, birtokos + rag (Px+Cx) szerkesztés, i-praeteritum, külső-belső-laza viszonyítás, palatalizáció (nem függ a magánhangzó hangrendjétől)

## Magyar mássalhangzók
| Magyar helyesírás szerint                        | Ajakhang (bilabiális) | Ajak-fog hang (labiodentális) | Fogmederhang (alveoláris) | Fogmederen túli hang (posztalveoláris) | Előszájpadláshang (palatális) | Utószájpadláshang (veláris) | Gégehang (glottális) |
| ------------------------------------------------ | --------------------- | ----------------------------- | ------------------------- | -------------------------------------- | ----------------------------- | --------------------------- | -------------------- |
| Zárhang (plozíva)                                | p b                   |                               | t d                       | t d                                    | ty gy                         | k g                         |                      |
| Orrhang (nazális)                                | m                     |                               | n                         | n                                      | ny                            |                             |                      |
| Pergőhang (trilláris)                            |                       |                               | r                         | r                                      |                               |                             |                      |
| Réshang (frikatíva)                              |                       | f v                           | sz z                      | s zs                                   |                               |                             | h                    |
| Zár-rés hang (affrikáta)                         |                       |                               | c (dz)                    | cs dzs                                 |                               |                             |                      |
| Közelítőhang (approximáns)                       |                       |                               |                           |                                        | j/ly                          |                             |                      |
| Nyelvoldali közelítőhang (laterális approximáns) |                       |                               | l                         | l                                      | (ly)                          |                             |                      |

| IPA szerint                                      | Ajakhang (bilabiális) | Ajak-fog hang (labiodentális) | Fogmederhang (alveoláris) | Fogmederen túli hang (posztalveoláris) | Előszájpadláshang (palatális) | Utószájpadláshang (veláris) | Gégehang (glottális) |
| ------------------------------------------------ | --------------------- | ----------------------------- | ------------------------- | -------------------------------------- | ----------------------------- | --------------------------- | -------------------- |
| Zárhang (plozíva)                                | p b                   |                               | t d                       | t d                                    | c ɟ                           | k g                         |                      |
| Orrhang (nazális)                                | m                     |                               | n                         | n                                      | ɲ                             | ŋ                           |                      |
| Pergőhang (trilláris)                            |                       |                               | r                         | r                                      |                               |                             |                      |
| Réshang (frikatíva)                              |                       | f v                           | s z                       | ʃ ʒ                                    |                               |                             | h                    |
| Zár-rés hang (affrikáta)                         |                       |                               | ts                        | tʃ d͡ʒ                                  |                               |                             |                      |
| Közelítőhang (approximáns)                       |                       |                               |                           |                                        | j                             |                             |                      |
| Nyelvoldali közelítőhang (laterális approximáns) |                       |                               | l                         | l                                      | ʎ                             |                             |                      |

## Magánhangzók
A magyar nyelv alapnyelvi öröksége a magánhangzó-harmónia: egy szótag magánhangzójának hangrendje (magas/mély) meghatározza a következő szótag magánhangzójának hangrendjét.
Ennek legszembeötlőbb példája a magas-mély ragsorok illeszkedése (korrelációja).
Magas magánhangzókra (i, í, e, é, ö, ő, ü, ű) magas, mély magánhangzókra (a, á, o, ó, u, ú) mély magánhangzó következhet.
A leggyakrabban az i magánhangzó képez kivételt (és az é hang ritkábban), éppen ezért az i-t semleges magánhangzóként is fel lehet fogni, mely után magas és mély magánhangzó is állhat a toldalékban, ilyenkor az i-t megelőző magánhangzó hangrendje a döntő. Ezt a jelenséget korábban úgy magyarázták, hogy az i-hang nem csak egy magas hang, hanem egy mély és egy magas hang, amit írásban nem jelölünk, ez valójában az é hangra is igaz, csak ritkábban. A mély i, é hangokhoz járulnak a mély toldalékok, a magasakhoz a magasak - ez megmagyarázná azt, hogy az egyszótagos i-s és é-s szavaknál miért fordul elő mély és magas toldalék egyaránt (például hídon - híren, célon - szélen), valamint az ilyen hangot tartalmazó, vegyes hangrendűnek tűnő szavak hangrendi illeszkedését is ez magyarázhatja.

A magyar magánhangzók és fonémáik

Nem alakult ki teljesen, de fontos szerepet tölt be még a labiális-illabiális korreláció is.
Példák:
- hal: hallal, haltól, halhoz
- kocsi: kocsival, kocsitól, kocsihoz
- elem: elemmel, elemtől, elemhez
- őr: őrrel, őrtől, őrhöz
- mennyi: mennyivel, mennyitől, mennyihez

## Főnevek
Komplex szabályok alapján épül fel a főnevek paradigmája. Habár a magyar nyelvben nincsenek az indoeurópai nyelvek esetében gyakori névszóvégződések (-a, -os, -is stb.), amelyek alapján a szavakat deklinációkba lehetne sorolni.
A magyar nyelvtan egyik legbonyolultabb része a kötőhangzók, kezdve azzal, hogy sok nyelvész vitatja, hogy ezek valóban kötőhangzók, gyakran nyilvánítják őket tővéghangzóknak, melyek a nyelv története során lekoptak. Az igazság valószínűleg félúton van: a szavak egy jelentős részénél valóban lekopott tővéghangzóval számolhatunk (például hal, hala-k), ugyanakkor kötőhangzók újonnan átvett szavaknál is jelentkeznek (például gól, gól-o-k).
A magyar szavak deklinációs rendszerbe szervezésekor két szempontot kell figyelembe venni: a hangrendet és a kötőhangzókat. Az utóbbiakat természetesen meghatározzák az előbbiek, ugyanakkor pusztán magas és mély hangrendű deklinációra osztani a szavakat eléggé oktalan dolog lenne.
Sajnos a szakemberek nem tudtak még ezidáig egy egységes álláspontot kialakítani, ami alapján hatékonnyá lehetne tenni mind az anyanyelvi nyelvtanoktatást, mind a magyar mint idegennyelv tanítását.
A fentebb kifejtettek alapján a magyar főneveket négy deklinációba (névszóragozás) lehet sorolni:
kötőhangzós mély, magánhangzó-tövű mély, kötőhangzós magas, magánhangzó-tövű magas
Hogy egy adott szó melyik deklinációba tartozik, azt a többes szám -k ragjának elhagyásával lehet megtudni. Például torko-k, hala-k, fá-k, tetve-k, törökö-k, szelete-k.
A kötőhangzók, amik a ragozás során csak néhány esetben jelennek meg (a valószínűleg ősibb ragok előtt; például tárgyeset -t, többes szám -k, melléknévképző -s), további alkategóriákra oszthatóak: a kötőhangzós mély deklináció o- és a-kötésűre, a kötőhangzós magas deklináció pedig e- és ö-kötésűre. A kötőhangzók később kialakult ragok előtt nem jelentkeznek (például inessivus -ben, ablativus -től, allativus -hoz).
Az o- és a-tövű ragozás közti különbség nem evidens, minden szónál meg kell tanulni, melyikbe tartozik. Az e- és ö-tövű szavakat azonban alapalakjuk (nominativus) segítségével is meg lehet különböztetni: itt ugyanis ilabiális(e)-labiális(ö) korrelációról van szó.
A főnevek ragozásakor sok bosszúságot okozhatnak még a rendhagyó szavak (avagy tőváltó szavak), ezek ugyanis csak meghatározott esetekben használják rendhagyó alakjukat, továbbá három alakjukat kell megtanulni (szemben a latinnal, ahol elég a nominativust és a genitivust). Ezek az alakok: alapalak (nominativus), tárgyeset (accusativus), többes szám (pluralis nominativus), harmadik személyű birtoka (possessio singularis 3ae personae). Ez utóbbi maga a puszta rendhagyó tő.
- szél: szele-t, szele-k, szele
- falu: falu-t, falva-k, falva
- ajtó: ajtó-t, ajtó-k, ajtaja

Megjegyzés: a magyar nyelvtankönyvek a fa (fá-t), epe (epé-t) stb. féle szavakat gyakran a rendhagyó szavak közé sorolják. Ez egy igen téves felfogás, az "a"-ra és "e"-re végződő szavaknál ugyanis a tővéghangzó egyes esetek előtti megnyúlása szabályos jelenség a magyarban. Például az egyes szám harmadik személyű birtokjeles alakok rendhagyóak lennének? (szele szelé-t, ország-a, ország-á-t)

## Igék
A magyar igeragozás szokta a legtöbb nehézséget jelenteni a magyar nyelv tanulóinak és beszélőinek egyaránt. A magyar anyanyelvűek számára jelenleg a ragozási rendszer több ponton végbemenő, mélyreható változása okozza (például ikes igék, germán szenvedő szerkezet); az idegen ajkúaknak pedig rendszerint a indeterminált (régebben[forrás?] alanyi, ma általános) és determinált (régebben[forrás?] tárgyas, ma határozott) ragozás szembenállása jelenti a legnagyobb gondot.
| indeterminált ragozás:                                                                                  | determinált ragozás:                                                                     |
| 1. -em, -ok, -ek, -ök 2. -sz, -l 3. –, -ik, -n (régies) 1. -unk, -ünk 2. -tok, -tek, -tök 3. -nak, -nek | 1. -om, -em, -öm 2. -od, -ed, -öd 3. -ja, -i 1. -juk, -jük 2. -játok, -itek 3. -ják, -ik |

Megjegyzés: a hagyományos iskolai nyelvtan általános és határozott ragozásról beszél[forrás?]. Erről eléggé könnyen belátható, hogy az elnevezés meglehetősen helytelen: célszerűbb lenne határozatlan és határozott ragozásról beszélni [forrás?].
Például:
Látom a madarat. (határozott)
Látok egy madarat. (általános)
A második mondat állítmányának van tárgya, de az határozatlan.
A múlt idő képzése szintén problémás, az igéket 3 fő kategóriába lehet besorolni:
1. szótő + -t + rag
2. szótő + -ott/-ett/-ött + rag
3. az 1. kategória szerint képzi alakjait, de határozatlan E/3-ban a 2. kategória szerint
A jövő idő kifejezésére ma már több mód is van. Alapvetően a magyar igeragozásban nincs jövő idejű rag, mint az ősi nyelvek többségében. Egyszerűen a jelen idővel és nyomatékos jövő idejűséget kifejezve időhatározóval képzünk jövő időt. Például a „megy” szó egyszerre jelenti a jelen és jövő időt, időhatározóval „megyek majd”, illetve „később megyek” formájú. Az analitikus (szerkezetes): „fog” segédige + infinitívusz (főnévi igenév). Ez utóbbi esetben a segédige kapja a ragot. A segédigés és ragozatlan főnévi igenevet tartalmazó szerkezet erősen terjed a nyelvhasználatban. Ez a változat ma már nem tűnik idegenszerűnek, bár erős anglicizmus érezhető benne.
A felszólító mód (imperativus) képzése szintén eléggé problematikus, és bár megtanulhatóak a szabályai, legcélszerűbb minden igének megjegyezni a felszólító alakját. Általában a felszólító mód jele -j, ehhez kapcsolódnak a ragok. Ez a -j gyakran módosítja az előtte álló hangot (például -sz + -j > -ssz, -s + -j > -ss stb.).
A feltételes mód jelen idejét az ige infinitívusz alakjából képezzük (inf. -ni > -na/-ne + ragok); a múlt időt analitikusan fejezzük ki (ige múltideje + "volna").
Ritka jelenség a világ nyelveiben, ami a magyarban fellelhető: az infinitívuszt a magyarban ragozhatjuk, ez az alak általában átalakítható részeshatározó + ragozatlan infinitívusz formára.
Például látni > látnom ~ nekem látni
menni > mennetek ~ nektek menni
Pl. a kazak nyelvben találunk hasonló jelenséget: ujuqtawum kerek=aludnom kell / maghan ujuqtaw kerek=nekem aludni kell. A török nyelvekben általában ragozható az infinitívusz, de ez a felcserélhetőség nem jellemző.(vö.: törökországi-uyumam gerek=aludnom kell)

## Szakirodalom
- Gósy Mária: Fonetika, a beszéd tudománya (Osiris Kiadó, Bp., 2004) ISBN 9633896665 Információ a kötetről
- Bolla Kálmán: Magyar fonetikai atlasz (Nemzeti Tankönyvkiadó, Bp., 1995) ISBN 963186832X
- David Crystal: A nyelv enciklopédiája - A nyelv és az agy (Bp., 1998)
- Kassai Ilona: Fonetika – A szótag (Nemzeti Tankönyvkiadó, Bp., 1998)  helytelen ISBN kód: 963188994X
- Papp István : Leíró magyar hangtan (Bp., 1966)
- Pap János: Hang – ember – hang / Az emberi hallószerv és a hallás mechanizmusa - Rendhagyó hangantropológia (Vince Kiadó Kft., Bp., 2002) ISBN 9639323586 Online elérhetőség Archiválva 2020. június 7-i dátummal a Wayback Machine-ben
- Telegdi Zsigmond: Bevezetés az általános nyelvészetbe (Tankönyvkiadó, Bp., 1977)